# Nowe Załucze
Nowe Załucze – wieś w Polsce położona w województwie lubelskim, w powiecie włodawskim, w gminie Urszulin.
Wieś położona jest przy granicy Poleskiego Parku Krajobrazowego i Poleskiego Parku Narodowego, w jego otulinie.
Wieś jest sołectwem w gminie Urszulin. Według Narodowego Spisu Powszechnego z roku 2011 wieś liczyła 103 mieszkańców. 
Miejscowość obejmuje zasięgiem parafia rzymskokatolicka św. Izydora w Woli Wereszczyńskiej.

## Historia
Słownik geograficzny Królestwa Polskiego z 1895 opisuje Załucze i Załucze Nowe jako dwie wsie w powiecie włodawskim, gminie Wola Wereszczyńska parafia Wereszczyn. Załucze leży między jeziorami: Łukie, Bikcze i Uściwierz.
Około 1895 wieś obejmowała 74 osady zamieszkane przez 858 mieszkańców (784 katolików i 74 ewangelików). We wsi była szkoła początkowa. Osady włościańskie miały od 6 do 30 mórg obszaru to jest ogółem 1108 mórg nadanych przy uwłaszczeniu i 153 mórg trzymanych na prawie wieczysto-czynszowym. Gleba piaszczysta, w części popielatka. Ludność trudniła się głównie uprawą roli, zarobkowaniem w sąsiednich folwarkach i wyrobem bryczek (wózki węgierskie), których sprzedawane były w liczbie po 60 i więcej rocznie, w Łęcznie i Warszawie. 
Załucze Nowe powstało po 1864 poprzez przekazanie w wieczystą dzierżawę czynszową gruntów dworskich. Liczyło wówczas 81 mieszkańców (46 ewangelików i 35 katolików) gospodarzących na gruncie 834 morgi. Gleba jak podaje słownik: piaszczysta, w części czarnoziem.
W latach 1975–1998 miejscowość administracyjnie należała do województwa chełmskiego.